# 165. Reserve-Division (Wehrmacht)
Die 165. Reserve-Division war eine deutsche Infanteriedivision im Zweiten Weltkrieg. Die Division wurde am 4. Oktober 1942 aufgestellt. Die Division war lange im besetzten Frankreich als bodenständige Sicherungseinheit stationiert und wurde am 4. Januar 1944, der 15. Armee unterstellt und auf die niederländische Insel Walcheren verlegt. Am 1. August 1944 wurde die 165. Reserve-Division in 70. Infanterie-Division umbenannt. 